# Moto Guzzi 8 cilindri
La 8 cilindri è una moto da competizione presentata dalla casa motociclistica italiana Moto Guzzi per gareggiare nella Classe 500 del Motomondiale. Prese parte al motomondiale 1956 e 1957.

## Il contesto
Il progetto della 8 cilindri mandellese fu impostato dall'ingegner Giulio Cesare Carcano nel 1954, in risposta agli scarsi risultati agonistici della 500 quattro cilindri  dell'ing. Gianini e al dominio delle Gilera e MV Agusta quattro cilindri. Serviva quindi qualcosa di nuovo e superiore nei confronti della concorrenza: scartate soluzioni a due e quattro cilindri, si optò per la poco usuale soluzione di un propulsore V8 di 90° montato trasversalmente, che permetteva la stessa disposizione dei pesi di un motore monocilindrico unita ad un ridotto ingombro trasversale e ad un eccellente equilibrio delle masse rotanti.

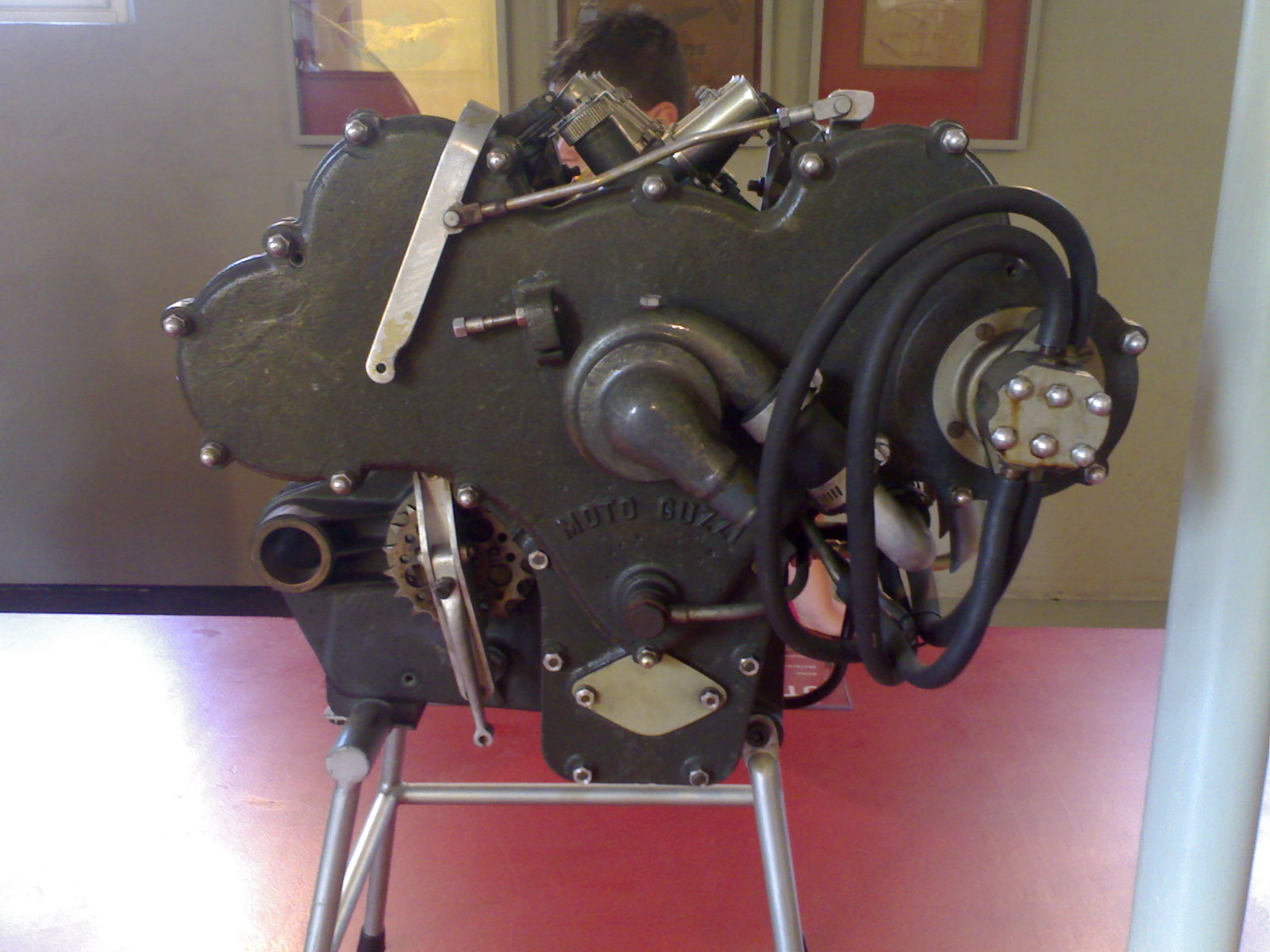
Motore 8 cilindri: scatola di distribuzione con pompa dell'olio e dell'acqua in evidenza

Il progetto fu realizzato in breve tempo: già nel 1955 si vide durante le prove del GP del Belgio e successivamente in occasione delle gare di Senigallia e Monza, facendo il debutto ufficiale in gara la stagione successiva.

## La tecnica
Carcano per la nuova Guzzi da GP realizzò un motore inedito: era un 8 cilindri 4 tempi a V di 90º, con distribuzione a due alberi a camme in testa per bancata e due valvole per cilindro, con cilindrata unitaria di 62,3 cm³ per un totale di 498,5 cm³ (alesaggio 44 mm, corsa 41 mm). Tale motore era raffreddato ad acqua, aveva accensione a spinterogeno e lubrificazione a carter secco.
La grande modernità del progetto, caratterizzato da soluzioni tecniche molto innovative, doveva confrontarsi però con materiali non altrettanto avanzati, causa di numerosi problemi di affidabilità, inoltre l'elevata potenza del motore metteva in crisi il telaio, un doppia culla in tubi. Il motore era alquanto delicato, nelle gare spesso la moto segnava il miglior giro ma altrettanto spesso era costretta al ritiro per guasti meccanici dovuti all'eccessivo stress dei materiali, per questo nella versione definitiva non compaiono più le bielle scomponibili e l'albero monolitico, sostituiti dalle bielle monolitiche montate su un albero a gomiti scomponibile realizzato dalla tedesca Hirth, e le valvole comandate dai cosiddetti "bicchierini" al posto dei piattelli filettati sopra le molle di ritorno. A tutto ciò deve aggiungersi l'inadeguatezza per le doti dinamiche del motociclo degli pneumatici dell'epoca.
Il propulsore nella versione iniziale erogava 68 CV a 12.000 giri/min, saliti a 72 (allo stesso regime) nella versione 1957, potenza che permetteva una velocità massima di 275 km/h. Il cambio prevedeva nella versione iniziale 6 rapporti; la notevole elasticità del motore, però, permise l'impiego di un cambio a 4 o 5 marce (a seconda dei circuiti).
Interessante la soluzione adottata per il telaio, anche se concettualmente non si discostava dall'allora imperante monotrave superiore a doppia culla. La trave superiore infatti, di diametro notevolmente superiore alla media, fungeva anche da serbatoio dell'olio e da serbatoio del liquido di raffreddamento, liberando così prezioso spazio intorno all'imponente motore e consentendo l'utilizzo di una carenatura (del tipo a campana, come allora era permesso dai regolamenti internazionali, ma in alcuni casi fu utilizzata una carenatura parziale che lasciava scoperta la ruota anteriore) stretta ed aerodinamica.
Per quanto riguarda le sospensioni, all'anteriore era impiegata una forcella a biscottini oscillanti, come sulle altre moto da GP della Casa, assistita in questo caso da due ammortizzatori Girling, mentre al posteriore si adottò un forcellone oscillante che agiva su due ammortizzatori Girling.
I freni erano entrambi a tamburo centrale in elektron, con quello anteriore a quattro ganasce.

## Le competizioni

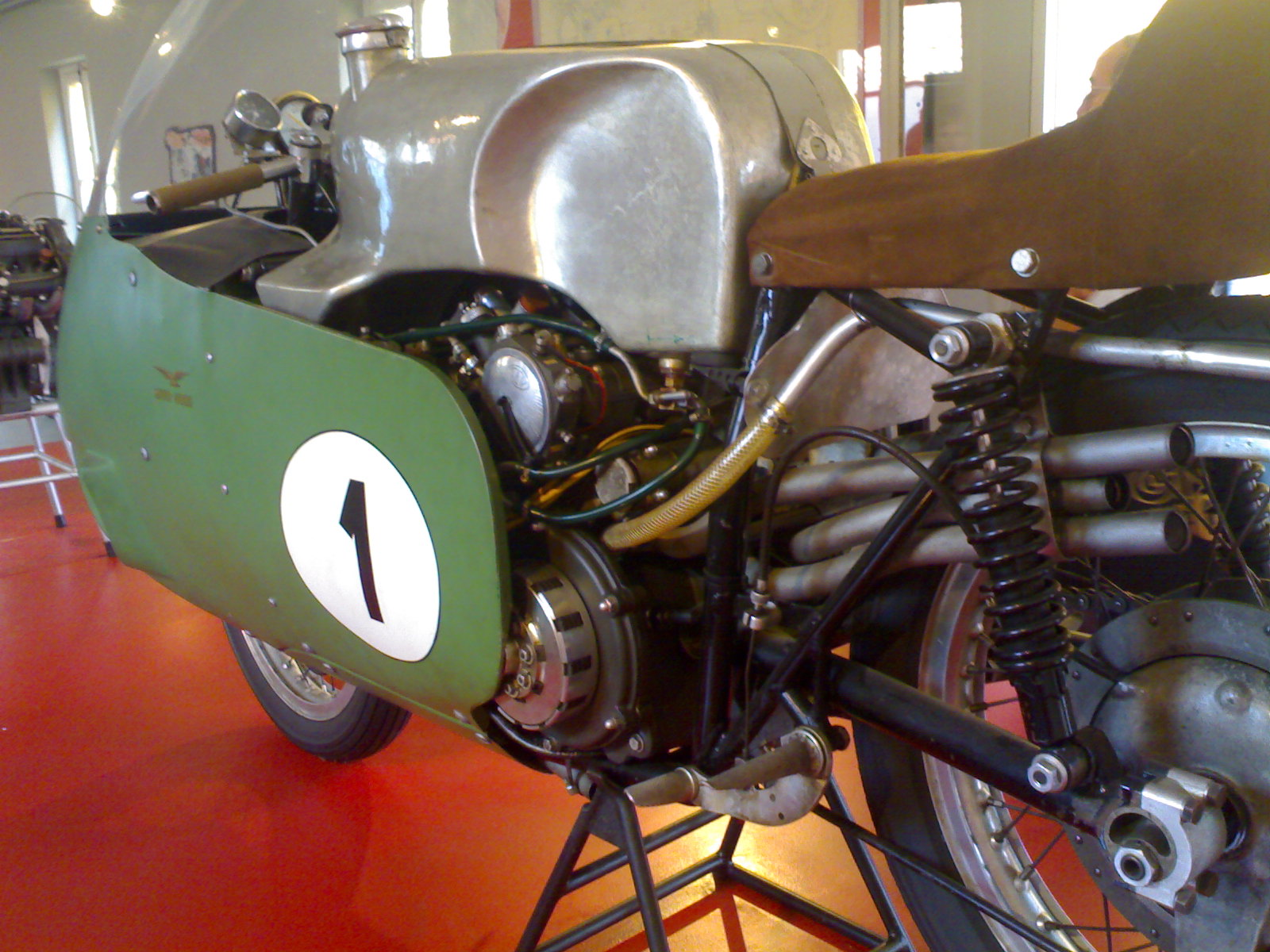
8 cilindri visto dalla coda, si intravedono la frizione a secco e la bancata posteriore

Durante il motomondiale 1955 prese parte sia a test che a prove di qualificazione, senza però prendere parte a nessuna gara. Debuttò in gara il 2 aprile 1956 alla Coppa d'Oro Shell di Imola, pilotata da Ken Kavanagh. La 8 cilindri inoltre ha abbattuto molti record, ad esempio i 10 km con partenza da fermo infranto nel 1957 a Terracina dal britannico Bill Lomas e il km e il miglio con partenza da fermo effettuato all'aeroporto di Brescia-Montichiari da Dickie Dale la cui 8 cilindri presentava la caratteristica che sulla solita carenatura a campana non erano presenti le "bocche" laterali per consentire il passaggio d'aria al radiatore, vista la brevità del tragitto. Il 1957 fu il suo ultimo anno di corse in quanto la Moto Guzzi firmò, assieme ad altre case italiane, il cosiddetto patto di astensione, che tarpò le ali a ogni sviluppo ulteriore (tra cui una versione di 350 cm³).
Un modello dell'8 cilindri è attualmente esposto nel museo della casa di Mandello del Lario con a fianco il propulsore che lascia sbalorditi ancora oggi i visitatori e chiunque capisca qualcosa di moto, basta vedere l'incredibile intreccio degli 8 carburatori Dell'Orto da 20 mm (da 21 mm nella versione definitiva) costruiti appositamente per questo motociclo, con levette di sincronizzazione per avere una carburazione più omogenea.
Nel 1997 un mecenate lecchese ha deciso di finanziare un progetto di costruzione di alcuni esemplari copia in tutto e per tutto, materiali inclusi, dell'8 cilindri. La proposta è stata accolta da una piccola azienda mandellese (la Venini Tullio) che, col contributo di Todero e di alcuni ex dipendenti Guzzi, ha costruito questi esemplari. Uno è stato esposto durante il motoraduno internazionale all'interno dello stabilimento della Moto Guzzi nel 1997 stesso. Un altro esemplare, guidato dallo stesso Todero, è stato usato per la corsa storica sul circuito cittadino di Mandello sempre durante il motoraduno.

## Curiosità
- Nel 1957, il solo albero motore della "V8", costruito con macchinari di altissima precisione, da maestranze super specializzate e con materiali di elevato pregio, costava alla Moto Guzzi l'astronomica cifra di un milione di Lire, pari a circa 40.000 Euro, ovvero il corrispettivo a listino di venti ciclomotori dell'epoca.